# Château de cartes (série télévisée, 1990)
Cet article concerne la série télévisée britannique. Pour la série télévisée américaine, voir House of Cards.
Pour les articles homonymes, voir Le Château de cartes (homonymie), Château de cartes et House of Cards.
Château de cartes, (House of Cards) est une minisérie britannique en quatre épisodes de 55 minutes créée par Andrew Davies et diffusée du 18 novembre au 9 décembre 1990 sur la BBC. Elle est tirée d'un roman de Michael Dobbs et a fait l'objet de deux suites, en 1993 (To Play the King) et 1995 (The Final Cut) ainsi que d'un remake portant le même titre en 2013, qui transpose l'action aux États-Unis.
La minisérie a été diffusée d'août 1994 à septembre 1994, sur France 3.
Rediffusion du 5 août 1995 au 19 août 1995 sur France 3.
Elle est mise à en ligne sous son titre original House of Cards à partir de juin 2016 sur Netflix, puis sur Arte.tv à partir de février 2021.
Elle existe en double DVD.

## Synopsis
Après la démission de Margaret Thatcher, le Parti conservateur au pouvoir doit élire un nouveau Premier ministre.
Le député Francis Urquhart, chief whip du gouvernement à la Chambre des communes, aide Henry « Hal » Collingridge à remporter la victoire, espérant ainsi une promotion au sein du prochain Cabinet. Mais après les élections générales, que le parti remporte avec une faible majorité, Collingridge — citant l'exemple d'Harold Macmillan renvoyant le tiers de son Cabinet en 1962 — ne compte pas faire de remaniement ministériel. Urquhart est donc bien résolu à se venger de Collingridge, avec le soutien de sa femme Elizabeth.

## Distribution
- Ian Richardson : Francis Urquhart
- Susannah Harker (VF : Nina Bronizewski-Madre) : Mattie Storin
- Miles Anderson : Roger O'Neill
- Alphonsia Emmanuel : Penny Guy
- Malcolm Tierney : Patrick Woolton
- Diane Fletcher : Elizabeth Urquhart
- Colin Jeavons : Tim Stamper
- Damien Thomas : Michael Samuels
- William Chubb : John Krajewski
- Kenneth Gilbert : Harold Earle
- Christopher Owen : McKenzie
- David Lyon : Premier ministre Henry Collingridge
- Kenny Ireland : Ben Landless
- James Villiers : Charles Collingridge
- Isabelle Amyes : Anne Collingridge
- John Hartley : Greville Preston
- Nicholas Selby : Lord Billsborough
- Tommy Boyle : Stephen Kendrick
- John Arnatt : Sir Jasper Grainger
- Richard Braine : Kevin Spence
- Hugh Dickson : Docteur Andrew Christian
- Angela Rippon : Marchande de journaux
- Vivienne Ritchie : Stephanie Woolton
- Eric Allan : Adrian Shepherd
- Janis Winters : Assistante de McKenzie
- Robin Wentworth : Sir Humphrey Newlands
- Kenneth Hadley : Chauffeur
- Peter Gale et Delaval Astley : Secrétaires politiques
- Raymond Mason : Stoat
- Geoffrey Bateman : Intervieweur
- Bill Wallis : Prestatyn Powell, journaliste politique
- Subash Singh Pall : Serveur
- Robert Ashby : Présentateur
- Ian Collier : Homme à la clinique
- Justine Francesca Glenton : Fille aux relations publiques
- John Pirkis : Jeune homme au 10 Downing Street
- Frank Williams : Trésorier
- Jeff Nuttall : Biggman
- David Blake Kelly : Charles Goodman
- Sally Faulkner : Ministre de la santé
- Colin Dudley : Speaker
- Henrietta Voigts : Secrétaire
- Tariq Yunus : Jhabwala
- Gertan Klauber : Blackhead
- Nadim Sawalha : Directeur de la banque
- Michael Tomlinson : Policier
- Alex Leppard : Commissaire

## L'auteur
L'auteur de l'histoire, le romancier Michael Dobbs, est un ancien conseiller de Margaret Thatcher et auteur de discours pour le parti conservateur britannique.